# 比安库尔
比安库尔（法語：Biencourt，法語發音：[bjɛ̃kuʁ]）是法国上法蘭西大區索姆省的一个市镇，属于阿布维尔区。

## 地理
比安库尔（49°58'32"N, 1°41'33"E）面积2.22 平方千米，位于法国上法蘭西大區索姆省，该省份为法国北部沿海省份，北起加来海峡省和北部省，西接滨海塞纳省和大西洋英吉利海峡，南至瓦兹省，东临埃纳省。
与比安库尔接壤的市镇（或旧市镇、城区）包括：马尔泰讷维尔、弗拉米库尔、朗比雷勒、勒特朗莱。

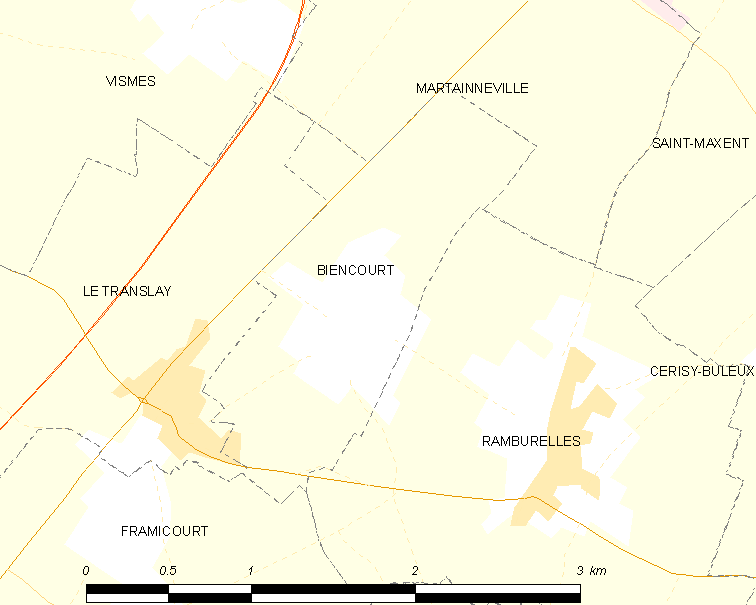
比安库尔的OSM定位图

比安库尔的时区为UTC+01:00、UTC+02:00（夏令时）。

## 行政
比安库尔的邮政编码为80140，INSEE市镇编码为80104。

## 政治
比安库尔所属的省级选区为加马什县。

## 人口

1962-2008年间比安库尔人口变化图示

比安库尔于2022年1月1日时的人口数量为142人。